# Athis-Mons
Athis-Mons este un oraș în Franța, în departamentul Essonne, în regiunea Île-de-France, la sud-vest de Paris, cunoscut aviatorilor români mulțumită inginerului Romulus Bratu care, în 1933-34, a construit aici avionul Bratu-220, apoi a rămas în oraș, fiind unul din întemeietorii aeroclubului local, dar și mulțumită poziției sale la răsărit de aeroportul Paris-Orly, orașul fiind un reper ușor de identificat pe malul fluviului Sena. 
1. ↑  French National Directory of Representatives, accesat în 15 martie 2019
2. ↑  répertoire géographique des communes, accesat în 26 octombrie 2015
3. ↑  dataset of postal codes in France, 1 octombrie 2018